# Starsjaja sestra
Starsjaja sestra (russisk: Старшая сестра, da.: Storesøster) er en sovjetisk spillefilm fra 1967 produceret af Mosfilm og instrueret af Georgij Natanson. Filmen er baseret på et skuespil af Aleksandr Volodin.
Filmen er den første af tre melodramer Tatjana Doronina i hovedrollen, den blev efterfulgt af Tri topolja na Pljusjjikhe (da.: Tre popler på Pljusjtjikha, 1968) og Jesjjo raz pro ljubov (da.: Endnu engang om kærlighed, 1968).

## Handling
Forældreløse Lida og Nadjaa har længe boet i pleje hos deres onkel, der tog dem ind fra et børnehjem. Onkelen drømmer oprigtigt om et godt liv for sine niecer, og pigerne følger ofte hans råd. Så opgiver den ældre søster - Nadja - sin drøm og gør alt for at hendes lillesøster kan blive skuespillerinde, men året efter kommer hun selv til teatret selv.

## Medvirkende
- Tatjana Doronina som Nadja
- Natalja Tenjakova som Lida
- Mikhail Sjarov som Dmitrij Petrovitj Ukhov, pigernes onkel
- Vitalij Solomin som Kirill
- Leonid Kuravljov som Volodja
- Oleg Basilasjvili som Oleg Medynskij